# Diospyros decandra
Diospyros decandra är en tvåhjärtbladig växtart som beskrevs av João de Loureiro. Diospyros decandra ingår i släktet Diospyros och familjen Ebenaceae.

## Underarter
Arten delas in i följande underarter:
- D. d. decandra
- D. d. laosiana
- D. d. tigrina

## Bildgalleri

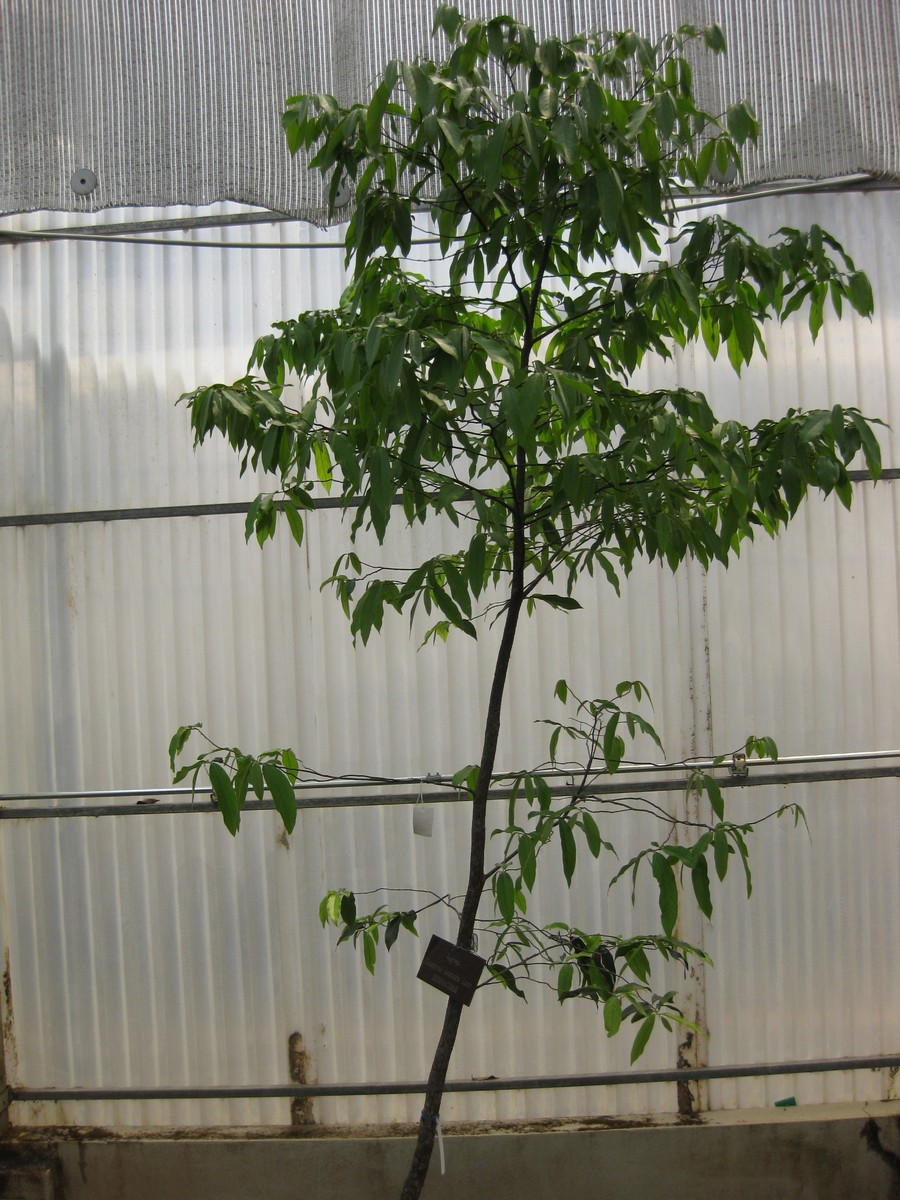
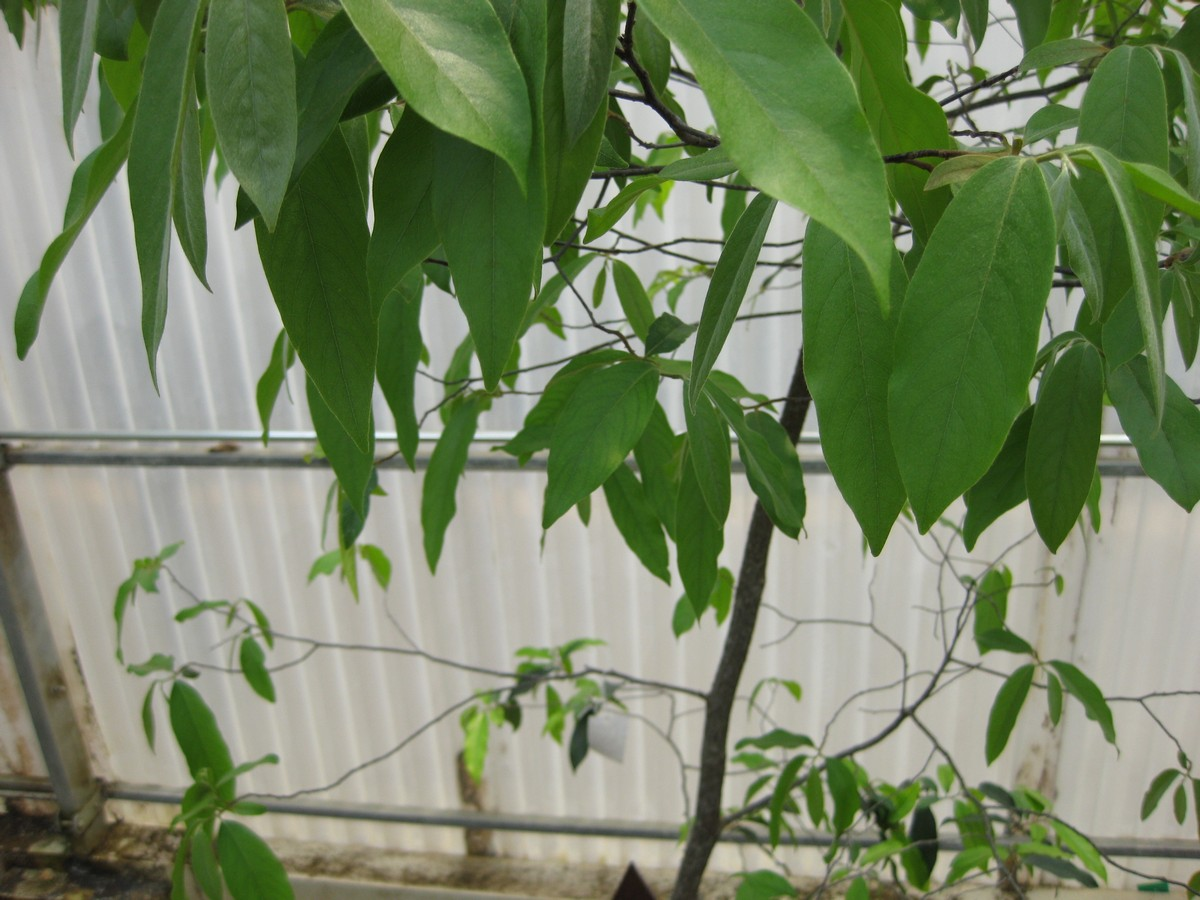
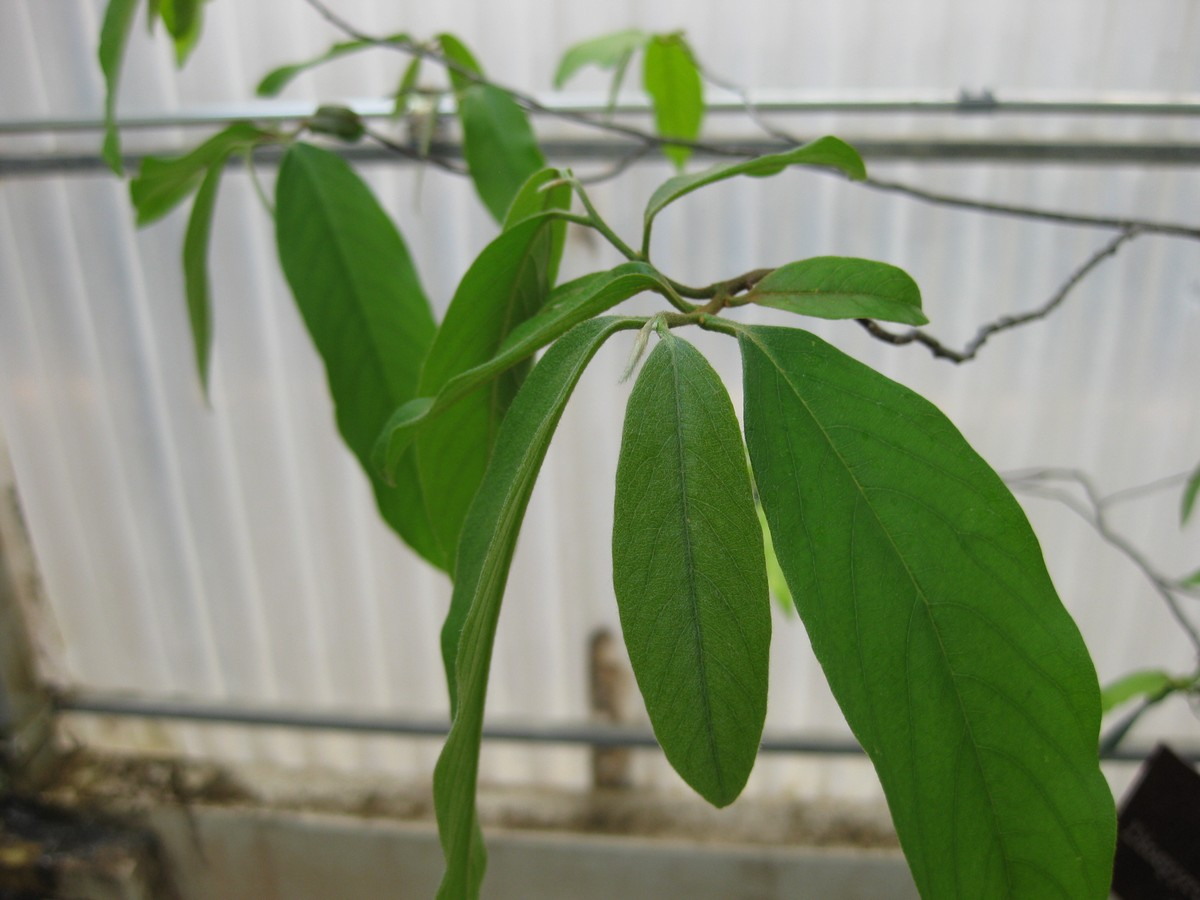
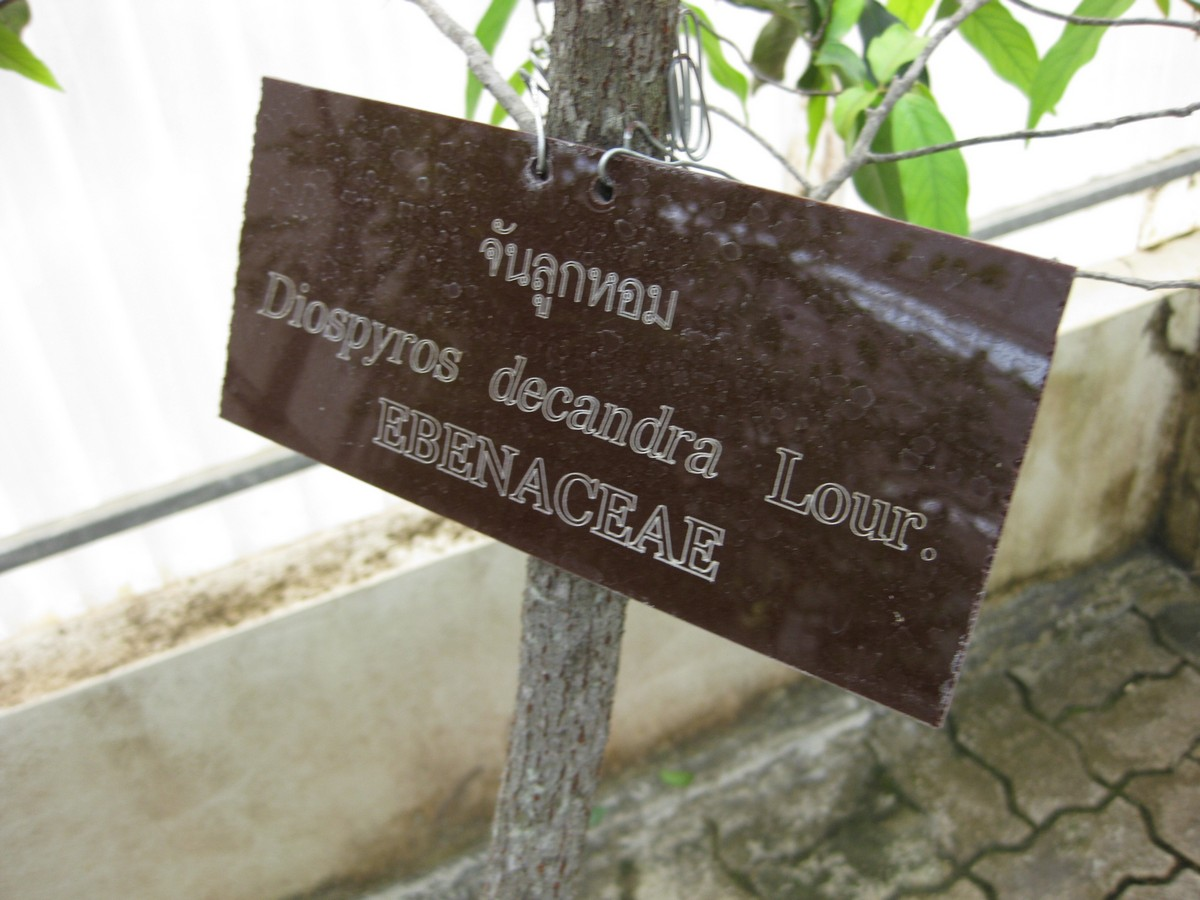